# Vitamin (canción)
«Vitamin» fue el tercer sencillo de un total de 4 correspondientes al álbum Stick Around For Joy de la banda islandesa The Sugarcubes en la que se encontraba la cantante y compositora Björk. El mismo fue lanzado en agosto de 1992.

## Lista de canciones
1. «Vitamin» – (3:40)
2. «Vitamin» – Babylon's Burning – (7:35) (Producción adicional y remix: Youth)
3. «Vitamin» – E Mix – (3:54) (Producción adicional y remix: Youth)
4. «Walkabout» – Remix – (3:47)